# Cytozol

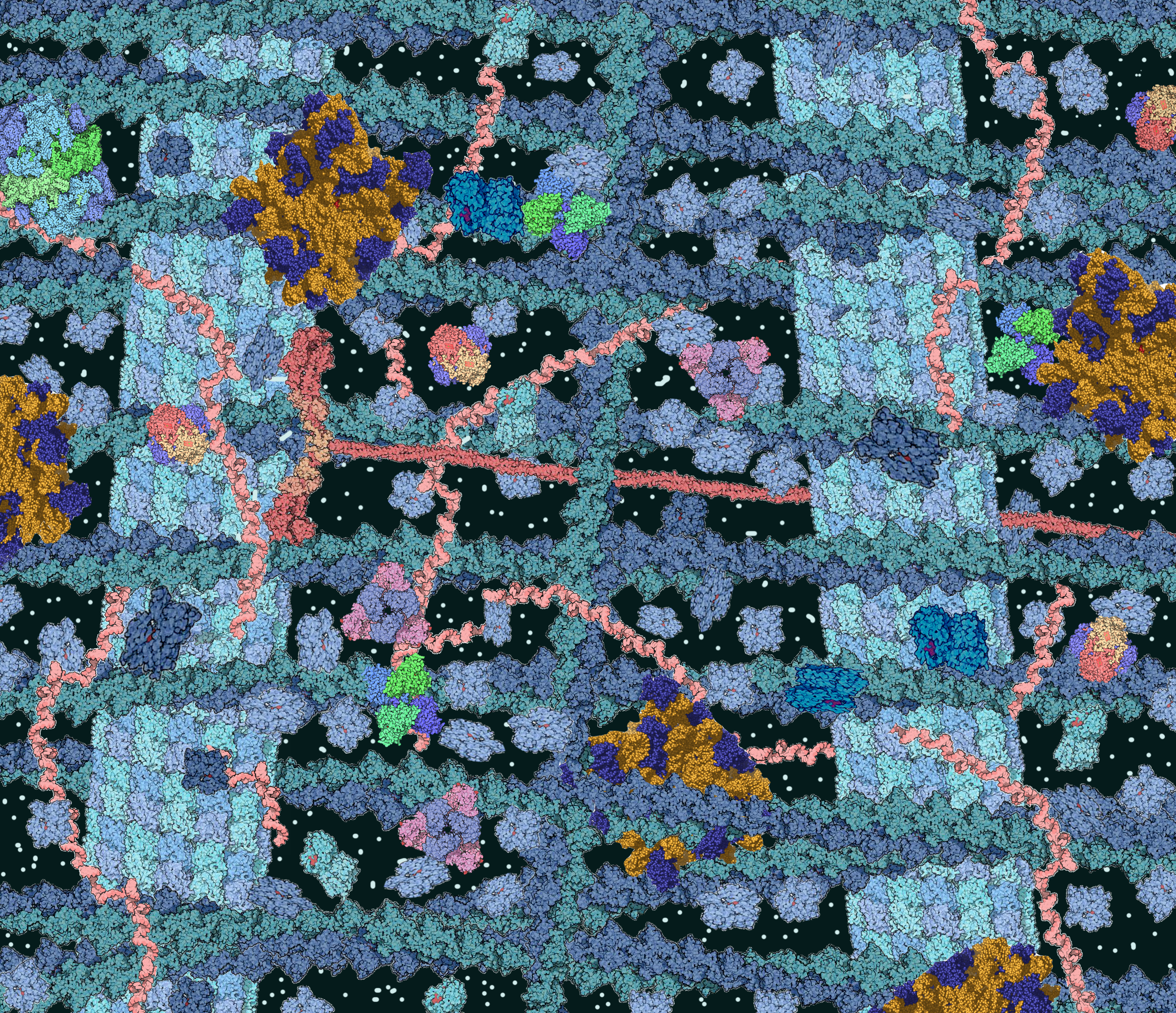
Cytozol jest roztworem wielu ciasno stłoczonych cząsteczek, wypełniających wnętrze komórki. Na zdjęciu są widoczne: mikrotubule (jasnoniebieski), filamenty aktynowe (ciemnoniebieski), rybosomy (żółte i fioletowe), białka (jasnoniebieski), kinezyny (czerwone), małe cząstki (biały) i RNA (różowy).

Cytozol, cytoplazma podstawowa, matriks cytoplazmy, płyn wewnątrzkomórkowy – płynny składnik cytoplazmy, w którym znajdują się organelle. W tym układzie koloidalnym znajdują się składniki odżywcze, jony, białka, enzymy oraz produkty odpadowe metabolizmu, z których część jest rozpuszczona w wodzie.

## Skład
Skład cytozolu przedstawia się następująco:
- woda 60-90%
- zawieszone związki organiczne
  - białka 50%
  - węglowodany 15-20%
  - lipidy 12-25%
- związki nieorganiczne
  - związki wapnia
  - związki fosforu
  - związki magnezu
  - związki chloru

## Funkcje
Cytozol jest koloidem, w którym zachodzą reakcje:
- glikolizy[2]
- deaminacji aminokwasów[2]
- szlaku pentozofosforanowego[2]
- cyklu ornitynowego (częściowo)[2]
- syntezy nukleotydów (częściowo)[2]
- syntezy aminokwasów (częściowo)[2]